# Jakub Veselý
Pour les articles homonymes, voir Veselý.
Jakub Veselý est un joueur tchèque de volley-ball né le 2 septembre 1986 à Šternberk. Il mesure 2,06 m et joue central. Il totalise 10 sélections en équipe de République tchèque.

## Clubs
| Club            | De        | À         |
| --------------- | --------- | --------- |
| Dukla Libereč   | 2003-2004 | 2007-2008 |
| Arago de Sète   | 2008-2009 | 2010-2011 |
| Bre Banca Cuneo | 2011-2012 | 2011-2012 |
| Casa Modène     | 2011-2012 | …         |

## Palmarès
- Coupe de République tchèque (2)
  - Vainqueur : 2007, 2008